# 할리파 알가위
할리파 알가위(아랍어: خليفة الغويل, 영어: Khalifa al-Ghawi 또는 영어: Khalifa al-Ghweil)은 리비아의 정치인이다.
2014년 6월 총선에서 패한 이슬람 반군 세력 파즈르 리비아가 수도를 장악후 구성한 신제헌의회의 총리 대행이다.